# サマンサ Who?
『サマンサ Who?』（サマンサ・フー、Samantha Who?）は、ABCで放送されたテレビシリーズ。日本では2009年1月11日からAXNで放送。また、最新シーズンとなるシーズン2がAXNにて2009年5月3日よりAXNにて日本独占初放送される。
ひき逃げ事故に遭い記憶喪失となった主人公が事故をきっかけによりよい人間に生まれ変わろうと奮闘する姿を描く。

## キャスト
「声」は日本の放送で吹き替えを担当した声優。
- サマンサ・ニューリー：（演：クリスティナ・アップルゲイト、声：小島幸子）

大手不動産会社の開発担当副社長。ひき逃げ事故に遭い事故以前の記憶を失う。友人や家族の話から事故以前の自分が性格の悪い最低女だった事にショックを受ける。記憶喪失をきっかけによりよい人間に生まれ変わろうとする。
- トッド・ディープラー：（演：バリー・ワトソン、声：咲野俊介）

サマンサの元恋人。”悪いサマンサ”とようやく別れた直後にサマンサがひき逃げにあい、今度は生まれ変わろうとするサマンサに振り回される事に。
- レジーナ・ニューリー：（演：ジーン・スマート、声：宮寺智子）

サマンサの母。事故前のサマンサとは2年間音信不通だった。事故をきっかけに親子関係を修復しようとする。
- ハワード・ニューリー：（演：ケヴィン・ダン、声：後藤哲夫）

サマンサの父。養鶏会社を経営。
- アンドレア・ベラドンナ：（演：ジェニファー・エスポジート、声：沢海陽子）

事故前のサマンサの親友。弁護士。パーティと酒が大好き。昔の”悪いサマンサ”に戻ってほしいと思っている。
- フランク：（演：ティム・ラス、声：：楠大典）

サマンサとトッドが住んでいたマンションのドアマン。記憶喪失になったサマンサにアドバイスするようになる。
- ディーナ：（演：メリッサ・マッカーシー、声：坂本千夏）

サマンサの幼なじみ。13歳の時以来サマンサとは疎遠になっていたが、事故をきっかけにサマンサとの友情を取り戻そうとする。
- チェイス・チャップマン：（演：リック・ホフマン、声：：中村秀利）

サマンサが勤める不動産会社の社長。利益のみを求めるイヤな経営者だが、ディーナと付き合うようになってからは人間的な面も見せるようになる。
- セス：（演：スティーブン・ラナジッシ、声：伊藤健太郎）

トッドの友人。アンドレアに惚れている。

## エピソード

### シーズン1
1. Pilot「私は誰?」
2. The Job「お仕事」
3. The Wedding「ウエディング」
4. The Virgin「ヴァージン」
5. The Restraining Order「接近禁止命令」
6. The Hypnotherapist「催眠療法」
7. The Hockey Date「ホッケーデート」
8. The Car 「車」
9. The Break Up 「恋」
10. The Girlfriend「彼女」
11. The Boss 「ボス」
12. The Butterflies 「チョウチョ」
13. The Gallery Show 「個展」
14. The Affair 「浮気」
15. The Birthday 「誕生日」

### シーズン2
1. So I Think I Can Dance 「ダンス・コンテスト」
2. Out of Africa　「アフリカ」
3. The Pill　「新薬」
4. The Building　「不動産」
5. Help! 「人助け」
6. The Ex 「元恋人」
7. The Farm　「養鶏場」
8. The Park　「公園」
9. The Family Vacation　「家族旅行」
10. My Best Friends Boyfriend　「親友の彼氏」
11. The Dog　「ベイビー」
12. The Amazing Racist　「友達」
13. The Debt　「借金」
14. The Rock Star　「ロックスター」
15. Todd's Job　「トッドのお仕事」
16. The Sister　「姉妹」
17. The Dream Job　「慈善活動」
18. The First Date　「初デート」
19. The Other Woman　「日陰の女」
20. With This Ring　「ハッピー・エンディング？」